# 공주중동초등학교
공주중동초등학교는 대한민국 충청남도 공주시 중동에 있는 공립 초등학교이다.

## 학교 연혁
- 1898년 11월 1일 공주사립소학교 설립
- 1906년 10월 17일 공주공립보통학교 개교
- 1938년 4월 1일 공주본정공립심상소학교 개칭
- 1941년 4월 1일 공주본정공립국민학교 개칭
- 1946년 9월 1일 공주제일공립국민학교로 개칭
- 1949년 4월 1일 공주중동국민학교로 개칭
- 1977년 4월 1일 야구부 창단
- 1996년 3월 1일 공주중동초등학교로 개칭
- 2006년 10월 17일 개교 100주년 기념행사
- 2019년 12월 26일 고마상상이룸 발명교육센터 개소
- 2021년 3월 1일 충청남도교육청 지정 혁신학교(4년)
- 2023년 1월 6일 제114회 졸업장 수여식(총 졸업생 수 234,858명)
- 2023년 3월 1일 초등 11학급 편성

## 참고 자료
- 공주중동초등학교 - 한국교육학술정보원 학교알리미